# ¡Gaucho!
¡Gaucho! es una película en blanco y negro de Argentina dirigida por Leopoldo Torres Ríos según su propio guion sobre el sainete  homónimo de Claudio Martínez Payva que se estrenó el 9 de junio de 1942 y que tuvo como protagonistas a Santiago Arrieta, Pedro Maratea, Aída Alberti, José Franco y José Otal.

## Sinopsis
Un gaucho fugitivo de la justicia y un comisario que lo persigue, codician a la misma mujer.

## Reparto
- Santiago Arrieta...Comisario
- Pedro Maratea...Raimundo
- Aída Alberti...Achita
- José Franco...Ño Mateo
- José Otal...Servando
- Miguel Coiro...Doroteo
- Alfredo Mileo...Comisario 2.º
- María Esther Podestá...Petrona
- Lys Morvel
- Felipe Panigazzi...Don Amarilla
- Carlos Crespo
- René Mugica...El amigo
- Miguel Padilla...El sargento
- Graciliano Batista...Don Cosme
- Mario Roque Benigno
- Dúo Espeche-Rodríguez
- El Chúcaro o Santiago Ayala

## Comentarios
Para La Nación, el diálogo, con mucha frecuencia ajeno al tema central, distrae sin necesidad y sin interés. Por su parte Calki en
Crítica opinó:

”Leopoldo Torres Rios aprovecha los resortes emotivos del relato, manteniendo en el diálogo y en la construcción de las escenas su resonancia teatral, y enriqueciéndola con aisladas imágenes de indudable belleza. Merece destacarse la excelente fotografía de Gumer Barreiros.”